# 山川喜輝
山川喜輝は、予備校の講師。愛知県春日井市出身。早稲田大学卒。東京大学大学院理学系研究科修士課程修了。同大学院総合文化研究科博士課程中退。大学院時代の研究テーマは、ウニの精子のべん毛運動の解析。大学院在籍時から予備校の教壇に立ち、その後、予備校講師が本業となる。
学研プライムゼミの生物講師として全国配信の映像授業で活躍するかたわら、関東地方を中心に予備校の教壇に立つ。
担当教科は「生物」。国立文系・医歯科系の大学を目指す受験生が対象。
コンピュータープログラミングの技能を持ち、独自のアニメーションやコンピューターシミュレーションを駆使した映像授業の可能性を追求している。
入試問題分析・教材開発・試験問題の作成にも携わる。

## 著書
- 大学入試　山川喜輝の生物が面白いほどわかる本（2016/12/16）
- 大学入試 山川喜輝の生物基礎が面白いほどわかる本（2014/3/12）
- 史上最強図解 これならわかる! 生物学（2012/7/18・ナツメ社）
- 理系なら知っておきたい生物の基本ノート 生化学・分子生物学編（2014/4/1）
- 理系なら知っておきたい生物の基本ノート [生化学・分子生物学編]（2005/4/7・中央出版）
- センター試験 要点はココだ! 生物I （2009/11/13）
- 大学入試 山川喜輝の 生物IIが面白いほどわかる本　（2006/6/20）
- 2014年受験用 センター試験 実戦問題集 生物I (実戦問題集シリーズ 7) （2013/8/13・旺文社）
- 直前センター試験実戦問題集生物1 〔2013年受験用〕 (実戦問題集シリーズ) （2012/7/1・旺文社）
- 2012年受験用　センター試験　実戦問題集　生物Ⅰ (2012年　センター試験実戦問題集) (2011/8/6・旺文社）
- 大学入試山川喜輝の生物1が面白いほどわかる本 （2007/11/1）
- 医療看護系入試生物IBが面白いほどとける本 （2003/11/1）